# Turó de la Barca
El Turó de la Barca és una muntanya de 84 metres al municipi de Flaçà, a la comarca del Gironès.